# Lindernia dictyophora
Lindernia dictyophora é uma espécie botânica do gênero Lindernia pertencente à família Linderniaceae.